# Neandervölgyi ember
A neandervölgyi ember (Homo neanderthalensis v. H sapiens neanderthalensis) vitatott besorolású emberféle. Egyes vélemények szerint az emberfélék (Hominidae) egy kihalt faja. Más vélemények szerint nem faj, hanem Homo sapiens alfaja és nem kihalt, hanem keveredett az északra hatoló Homo sapiens sapiens alfajjal, létrehozva a paleoeuropid rasszot. Mintegy 750 ezer éve jelent meg és kb. 40 000 évvel ezelőtt tűnt el. Európa és a Közel-Kelet egyes területein élt, az utolsó időkben a mai emberrel (Homo sapiens) egy időben és helyen. Köznapi nevén az ősemberek közé tartozik. A neandervölgyi emberek génállománya megtalálható az európai lakosságban (1%-4% közötti mértékben). A neandervölgyi ember később Ázsiában ismételten keveredhetett az ott élő homo sapiensekkel, így ők több neandervölgyi-eredetű gént hordozhatnak. Egy 2015-ös DNS-vizsgálat eredménye szerint egy csontmaradvány tulajdonosa ugyan a Homo sapiens sapiens alfajhoz tartozott, ám négy vagy öt generációval korábban egy neandervölgyi is volt az ősei között. Ez az eredmény egyfelől arra utal, hogy a keveredés tényszerűen megtörtént, másfelől a neandervölgyi ember alfaji besorolását erősíti meg. A csontmaradványt publikálója, Erik Trinkaus már a DNS-vizsgálat előtt, morfológiai alapon is a neandervölgyi és a modern ember keverékének tartotta.

## Felfedezésük, elnevezésük

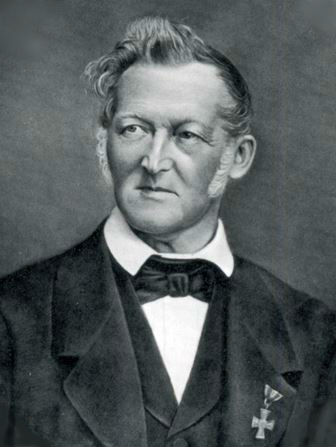
Johann Carl Fuhlrott

A neandervölgyi emberek a németországi Düsseldorf melletti Düssel folyócska egyik – Joachim Neanderről elnevezett – völgyéről kapták nevüket, amely németül Neanderthal, újabb helyesírással: Neandertal. Csontjaikat nem itt találták meg először, hanem Belgiumban (1829) és Gibraltáron (1848).
A neandervölgyi leleteket 1856-ban találták meg egy kőbányában, ahonnan egy tanítóhoz és amatőr természetbúvárhoz, Johann Karl Fuhlrotthoz kerültek. Fuhlrott gyanította a maradványok emberi jellegét, majd elküldte őket a bonni egyetem anatómusához és antropológusához, Hermann Schaaffhausenhez, aki „primitív emberfajtaként” írta le azokat. A Homo neanderthalensis fajnevet 1864-ben adta neki William King angol-ír tudós. Sok más, ma már nem érvényes név mellett (mint például Homo primigenius, Homo antiquus, Homo incipiens, Homo europaeus és Homo mousteriensis), a rákövetkező évtizedek hasonló leleteire volt szükség ahhoz, hogy belássák: ugyanarról a fajról van szó.

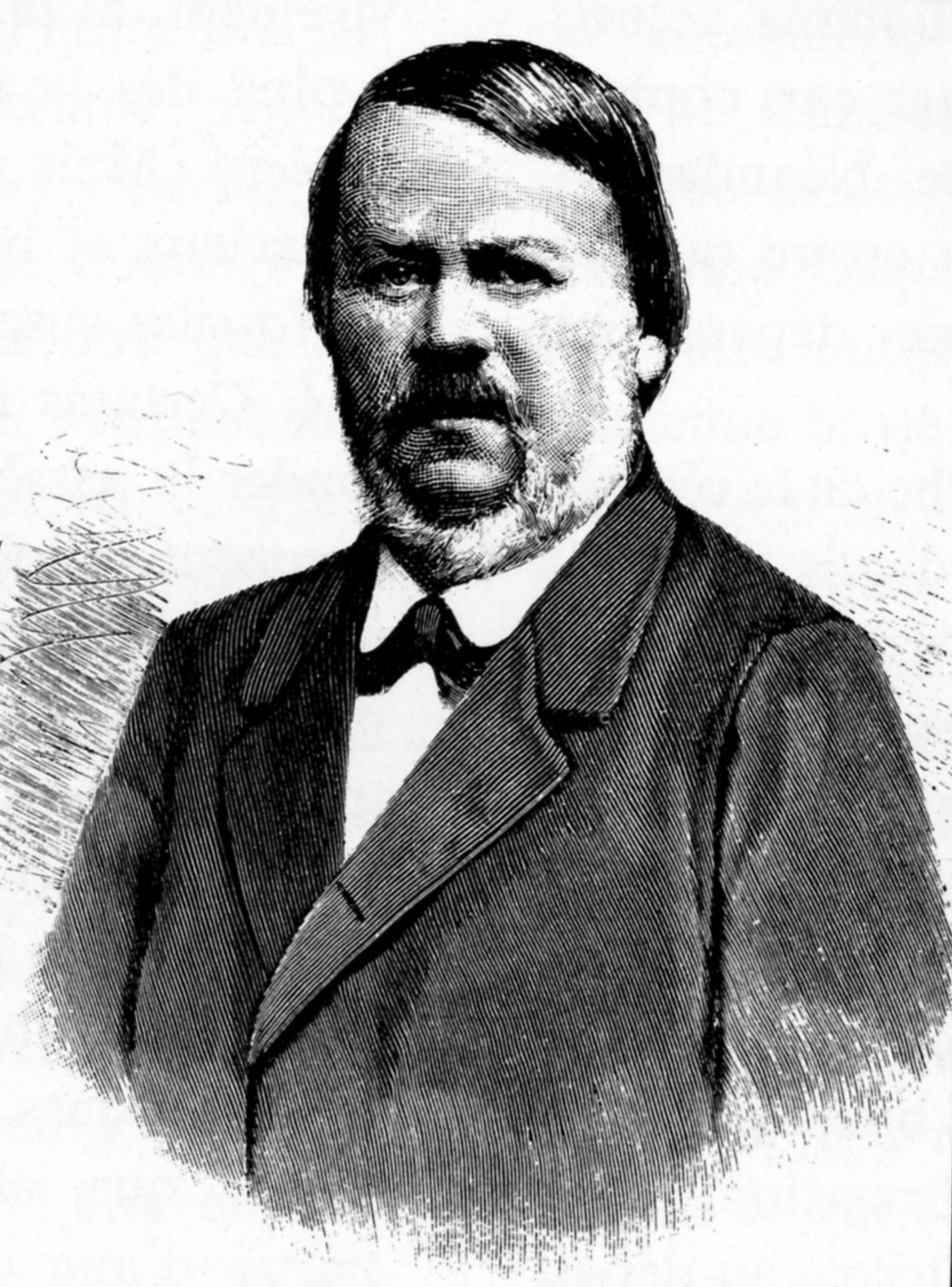
Hermann Schaafhausen

A neandervölgyi leletek megtalálásától számíthatjuk a paleoantropológia tudományának megszületését: korábban ugyanis egyáltalán nem találtak korai emberfajoktól származó leleteket, illetve ha igen, akkor fel sem merült, hogy azok valamilyen emberfélétől származhatnak: a kortársak az embert egyedinek és az állatvilág felett állónak tartották. A kor tudományos közvéleménye évekig nem tudott mit kezdeni a neandervölgyi és a hozzájuk hasonló leletekkel: a maradványok emberi voltát rögtön észrevették, de azok a modern embertől való eltéréseit illetően sötétben tapogatóztak. Kevesen voltak, akik egy ősi emberfajt láttak benne: a korban a fajok változását sem tudták elképzelni, nemhogy az emberét. Volt, aki a modern embertől való eltéréseket patológiás elváltozásoknak tartotta. Charles Darwin korszakalkotó műve, A fajok eredete csak 1859-ben jelent meg, de ebben Darwin még nagyon óvatosan fogalmaz az ember eredetét illetően – ennek ellenére mégis óriási vitákat gerjesztett.

## Besorolásuk

Klasszikus neandervölgyi emberek maradványainak fontosabb lelőhelyei

A neandervölgyi leletek felfedezésétől eltelt 150 évben nagyon sokat vitatkoztak arról, hogy a neandervölgyi emberek hol is helyezkednek el az ember törzsfejlődésében. A nézőpontok többször változtak az elmúlt évtizedekben. Az 1920-as évekig azt gondolták, hogy a ma élő (európai) ember közvetlen őse volt, mivel addig még csak európai leletekből ismerték és ősi emberféléket (pontosabban amit akkor annak tekintettek) más földrészeken nem is találtak. Ez az elképzelés egyébként nagyon jól egybeesett a kor általános felfogásával, amely természetesnek és megkérdőjelezhetetlennek vette az európai (fehér) civilizáció felsőbbrendűségét más népekkel szemben: a gyarmati időkben sokan fanyalogva fogadták Charles Darwin sejtését, miszerint az emberi faj Afrikában alakult ki.
Az 1950-es évektől a legtöbb kutató úgy gondolta, hogy a mai ember egy kihalt alfaja volt, ezért a Homo sapiens neanderthalensis nevet adták neki. Az utóbbi évtizedekben a leletek alapján az a feltevés alakult ki, hogy a Homo erectus európai változatából, a heidelbergi emberből (Homo heidelbergensis) alakult ki, a mai ember tehát nem a leszármazottja: a két faj közös őse mintegy 660 000 éve élhetett. A két populáció legalább 370 000 évig elkülönülten élt. Mivel azonban a DNS-vizsgálatok szerint a Homo sapiens sapiens és a neandervölgyi ember képes volt egymás közt szaporodni, a Homo sapiens neanderthalensis besorolás ismét jogalapot nyert. Ez egyben megkérdőjelezi a heidelbergi ember besorolását is, amelynek már Homo sapiensnek kellett lenni ahhoz, hogy két leszármazott populációja alfaji szinten különülhessen el és ismét egyesülhessen egyetlen alfajban. A neandervölgyi embereket morfológiai jellegeik alapján korai és klasszikus típusba sorolják. A heidelbergi emberek és a neandervölgyiek, valamint a neandervölgyiek két típusa között folytonos az átmenet, ami számos leletnél megnehezíti az egyértelmű besorolásukat.
Az anatómiailag modern ember mintegy 150-200 ezer éve alakult ki Afrikában, a legidősebb ázsiai Homo sapiens leleteket a Közel-Keleten találták, koruk 80-120 ezer évesre tehető. A mai ember legidősebb európai maradványait Bulgáriában találták meg, korukat 43 000 évre becsülik. A nyugat-európai leletek ennél fiatalabbak. A neandervölgyi emberek kb. 28 000 éve tűntek el, valószínűleg beolvadtak a mai embertípusba. Hosszú ideig egymás mellett létezett a két populáció.
Egyértelmű besorolás azonban mindig csak a típuspéldányokra lehetséges, az átmeneti alakok folytonos vita tárgyát képezik. Kladista szemlélettel viszont ezek a viták feleslegesek: a kategorizálás folyamatos evolválás és sok ismert átmeneti alak mellett lehetetlen, és nem összeegyeztethető az evolúció folytonosságáról alkotott modern nézetekkel.
Lásd még: Emberré válás

## Elterjedésük
Neandervölgyi emberek maradványait Nyugat-Eurázsiában az Ibériai-félszigettől a Kaszpi-tengeren is túl, a mai Üzbegisztán keleti részéig találtak. Északi elterjedésüknek a jégtakaró aktuális kiterjedése szabott határt: maradványaikat nem találták meg a Temze, Kárpátok, Krím-félsziget és a Kaukázus vonalától északra. Legdélibb elterjedésük határa pedig a mai Palesztina területe volt.
A neandervölgyi emberek a pleisztocén korszak három jégkorszakában (alpi elnevezéseikkel: Mindel, Riss, Würm) és két interglaciálisában (szintén alpi elnevezéseikkel: Mindel–Riss, Riss–Würm) éltek.

## Testfelépítésük

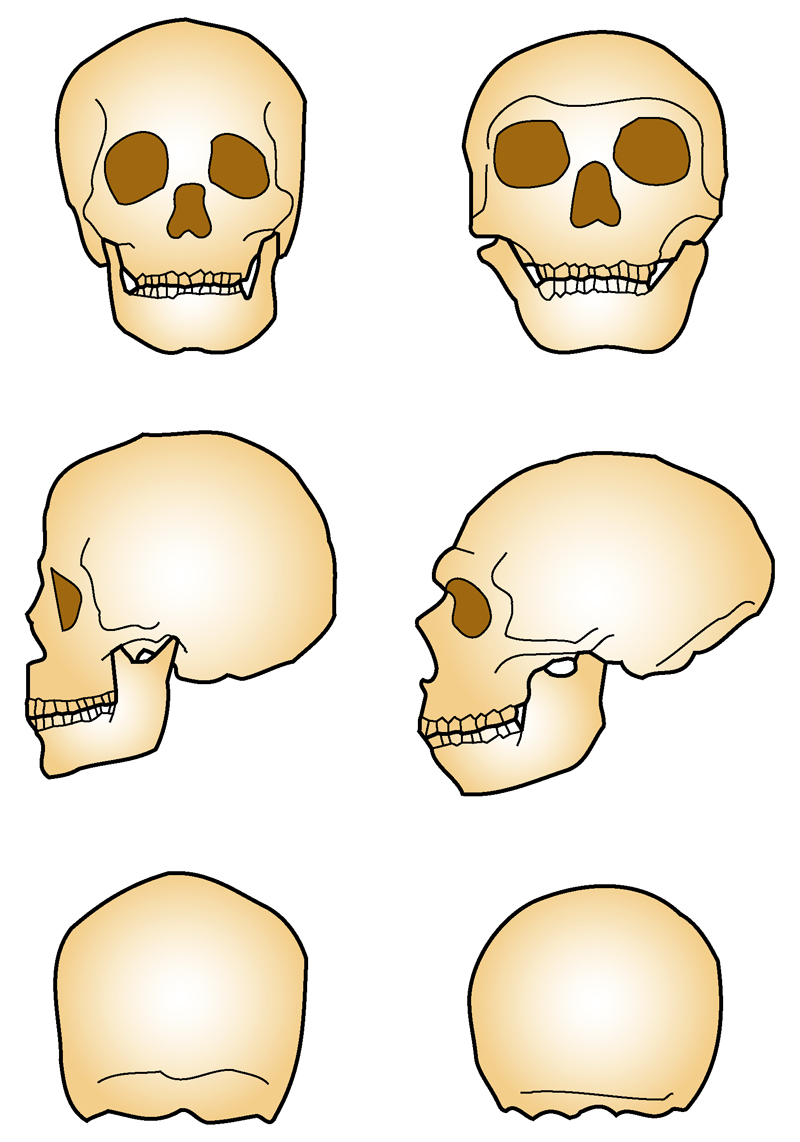
A modern és a neandervölgyi ember koponyája közötti különbségek

Mivel a neandervölgyi emberek főleg a pleisztocén jeges periódusaiban éltek, ezért testük nagymértékben alkalmazkodott a hideg éghajlathoz: ez elsősorban a mai emberénél valamivel alacsonyabb, de sokkal robusztusabb testfelépítést jelentett rövidebb végtagokkal, hogy a szervezetük hővesztesége a legkisebb legyen (ezek a jellegek a mai eszkimók és lappok testfelépítésében is megfigyelhetőek). Testalkatuk legjobban egy birkózóéra hasonlított. A modern ember minden rassza hozzájuk képest sokkal karcsúbb, ami megerősíti, hogy melegebb éghajlathoz (Afrikában) alkalmazkodott. Az afrikai populációban fennmaradt a modern ember ősi gracilitása, míg a többi rassznál a neandervölgyiekkel való keveredés segítette elő a hideghez alkalmazkodást. Ehhez hozzátartoznak a testszőrzet, a fehér bőr és a hízásra hajlamosító gének.
A férfiak átlagosan 164–168 cm (legfeljebb 178 cm), a nők pedig átlagosan 152–156 cm testmagasságot értek el, ami megegyezik a mai emberre jellemző, kismértékű nemi kétalakúsággal. A főbb fizikai jellegzetességeikre csak a csontleletek alapján következtethetünk: a lágy részeik milyenségéről (például bőr, szőrzet, haj színe, a fül alakja stb.) csak találgatások vannak. A mai ember szőrképződését befolyásoló gének részben a neandervölgyitől származnak, így az egyenes haj és az erős testszőrzet feltevése megalapozott. Csontjaik általában vastagabbak voltak a Homo sapiens sapiens alfajnál, ami nagymértékben hozzájárult ahhoz, hogy nagyobb eséllyel fosszilizálódjanak.
Néhány külső vonásuk (átlagos vonások, nagy eltérések vannak):
- hátrahajló, rövid és lapos homlok
- erős, durva, kissé kiálló arckoponya, a szemöldök felett összefüggő, kiálló szemöldökeresz
- hátul kúpos, felül laposabb koponya
- agytérfogatuk valamivel nagyobb volt a mai emberénél (átlagban 1600 cm³ férfiaknál (legfeljebb 1736 cm³) és átlagban 1300 cm³ nőknél)[9][10][11]
- fogazatuk nem különbözött lényegesen a mai emberétől, de sokkal erőteljesebb volt
- széles, hatalmas orr
- csapott áll
- rövidebb nyak
- határozottan izmosabb test
- rövidebb végtagok
- nagyobb mellkas
- vastagabb vázcsontok

Medencecsontjaik vizsgálata alapján egyes kutatók szerint (Trinkaus) a szülőcsatorna szélesebb, így terhességük időtartama hosszabb is lehetett az embernél, akár 11-12 hónap is, így a neandervölgyi nők a modern embernél fejlettebb, de ugyanazon időtartamon belül kevesebb utódot szülhettek. Más kutatók szerint (Anderson) viszont csak az eddigi medencecsont leletek alapján nem lehet ilyen határozott következtetést levonni, más szempontokat is figyelembe kell venni, ráadásul úgy tűnik, hogy a neandervölgyi emberek fejlődése gyorsabb volt, mint a mai emberé: érésük hamarabb következhetett be.

### Korai neandervölgyi ember
Ebbe a csoportba tartozó leletek a Riss-glaciális végéről és a Riss–Würm-interglaciálisból származnak, koruk mintegy 70–130 000 év. Ide sorolják például Fontéchevade (Franciaország); Saccopastore, Guattari (Olaszország), Suba-lyuk (Cserépfalu, Magyarország); Krapina (Horvátország) és Ehringsdorf (Németország), Kiik-Koba (Ukrajna) leleteit.

### Klasszikus neandervölgyi ember
A klasszikus neandervölgyi emberek a Würm-glaciális alatt éltek, koruk mintegy 28–70 000 év. Ide sorolják például Arcy-sur-Cure, Saint-Césaire, La Ferrassie, La Moustier, La Chapelle-aux-Saints, La Quina (Franciaország); Szeleta-barlang és Istállós-kői-barlang (Magyarország); Vindija (Horvátország); Kebara, Tabun, Amud (Izrael), Shanidar (Irak), Tesik-Tas (Üzbegisztán) leleteit.

## Eszközeik
Kőeszközeik főleg a mindennapi életüket segítették: a préda húsának, bőrének feldarabolását, más eszközök készítését és a tűz meggyújtását. Ennek megfelelően kézi (nyél nélküli) baltákat, kaparókat, szakócákat és késeket készítettek illetve használtak.
Az általuk készített pattintott kőeszközöket (első franciaországi lelőhelyük alapján) moustier-i iparnak vagy kultúrának nevezzük. Ezeken a kőeszközökön – annak ellenére, hogy elődeihez képest (acheule-i ipar) jobban megmunkáltak – azonban semmi változás nem tapasztalható a faj közel kétszázezer éves története során: vagyis a neandervölgyi emberekből hiányozhatott a mai emberre jellemző újítókészség.
Ez utóbbi állításnak azonban ellentmondanak a jóval kifinomultabb châtelperroni ipar termékei, amelyek 32-30 000 évvel ezelőttről származnak. Az antropológusok megosztottak a châtelperroni iparral kapcsolatban, mivel az eszközöknek számos moustier-i vonása van, ezért egyértelműen a neandervölgyieknek tulajdonítják őket, csakhogy egyáltalán nem biztos, hogy az újítások kizárólag saját fejlődésük eredményeképpen jelentek meg. Sok kutató azt gondolja, hogy a több tízezer év stagnálás után hirtelen megjelenő újítások összefüggésbe hozhatók a modern (cro-magnoni) ember megjelenésével (aurignaci kultúra). Vagyis a châtelperroni ipar eszközeinél tapasztalt újításokat a modern ember sokkal változatosabb és specializáltabb eszközei ösztönözhették. Jean-Jacques Hublin francia antropológus szerint a neandervölgyiek nem utánozták a cro-magnoni „iparosokat”, hanem csak a „termékeikkel” kereskedtek.
A neandervölgyi emberek vadászattal és gyűjtögetéssel szerezték élelmüket. A dárdát ismerték, de az íjat és nyilat nem. A legújabb kutatások szerint – felkarcsontok vizsgálatai alapján – azonban a dárdát nem hajításra, hanem döfésre, vagyis közelharcban használták. Ezt a feltevést sérüléseik is megerősítik. A közhiedelem szerint általában barlangokban laktak, és csak szórványosan találtak általuk épített, kövekből, fából és mamutcsontokból összerótt egyszerű kunyhókat. Ennek azonban az az oka, hogy az utóbbiak kevésbé maradtak meg, és sokkal nehezebben megtalálható helyen vannak (gyakorlatilag bárhol lehet). Ennek egyik bizonyítéka, hogy barlangban még sosem találtak tűzrakó helyet, legfeljebb sziklaereszek, párkányok alatt, vagy nagy bejárattal rendelkező barlangok előterében. Mindenesetre kevésbé voltak mobilisak, mint a modern emberek, akik inkább a nagy csordák nyomában jártak. A neandervölgyi emberek – megtalált eszközeikből ítélve – állandó lakóhelyük mintegy 50 km-es körzetében vadásztak az európai pleisztocén megafauna közepes méretű állataira.
Ismerték és használták a tüzet: nemcsak melegedésre, hanem élelmük megsütésére is. Közvetett bizonyítékok arra utalnak, hogy valamiféle ruházatot is viseltek: egyrészt a technológiájuk megvolt hozzá (bár a tűt nem ismerték), másrészt pedig metszőfogaik kopása arra utal, mintha állatbőröket dolgoztak volna ki segítségükkel. Mindenesetre ruháik – ha valóban voltak – elég egyszerűek és kezdetlegesek lehettek.

## Életmódjuk
A neandervölgyi emberek valószínűleg 30-50 fős csoportokban élhettek, de a csoportjaik szociális szerkezetéről nagyon keveset tudunk, azok is inkább feltételezések. Feltehetően a férfiak jártak el vadászni, akár több napra is, a nők pedig a gyermekekkel a szálláshelyeken maradtak, és annak környékén gyűjtögettek. Hosszú ideig tartotta magát az a nézet, miszerint a neandervölgyiek szinte kizárólag állati eredetű táplálékon éltek. Koprolitokból, fosszilizálódott ürülék vizsgálatából ma már bizonyos, hogy a növényi étrend majdnem ugyanolyan jelentőségű volt, mint a modern embernél.

### A legkorábbi ismert emberi ürülék
50 ezer éves emberi ürüléket találtak El Saltban, Spanyolországban. A megkövesedett lelet arról tanúskodik, hogy a neandervölgyi ember változatos, növényekben gazdag étrenddel bírt. Az amerikai tudományos akadémia folyóiratában (PNAS) közzétett egyik 2010-es tanulmányban kutatók arról írtak, hogy eleink bizonyíthatóan datolyapálmát, hüvelyes növényeket és fűmagot is fogyasztottak.
A Massachusettsi Műszaki Egyetem és a La Laguna-i Egyetem régészei olyan biológiai jelzőanyagokat, markereket kerestek a leletekben, amelyekből az elfogyasztott táplálék eredetére lehet következtetni. Mindegyik minta megerősítette azt a régóta köztudott tényt, hogy a neandervölgyi húsevő volt. Erre utal a koprosztanol – a koleszterin lebontása során keletkező lipid – jelenléte. Ám a kutatók két mintában a fitoszterolok – koleszterinhez hasonló növényi eredetű vegyületek – lebontásából származó kémiai komponenst is találtak. Ainara Sistiaga, a La Laguna-i Egyetem végzős hallgatója szerint a kutatás megállapításai egyáltalán nem meglepőek, mondván, a neandervölgyiek főemlősök, a legtöbb főemlős pedig húsevő.
"Nem tudjuk megmondani, hogy pontosan milyen zöldségeket ettek. Néhány kutató szerint gumókhoz, bogyókhoz és diófélékhez jutottak hozzá" – fogalmazott Sistiaga. Más szakemberek szkeptikusak azt illetően, hogy a fosszilizált ürülék valóban a neandervölgyi emberé, szerintük a tanulmány szerzői túl gyorsan kizárták annak a lehetőségét, hogy a lelet medvéé, vaddisznóé vagy más húsevőé lenne. Hervé Bocherens, a Tübingeni Egyetem kutatója pedig arra hívta fel a figyelmet, hogy az ürüléket a tűzhöz túl közel találták meg, így szerinte azt valószínűleg egy medve "hagyhatta hátra".
Lewis Binford amerikai antropológus tűzrakó-helyek környékét vizsgálva arra jutott, hogy neandervölgyi férfiak és nők többé-kevésbé külön éltek. Ezt arra alapozza, hogy egyes tűzrakó-helyek környékén más és más, de jellegzetes maradványokat találni. Elképzelését több okból is vitatják. Teóriájának ellentmond, hogy találtak olyan sírokat, amelyekben férfi és nő, esetleg gyermek fekszik egymás mellett.

## Sérüléseik
Sok neandervölgyi ember csontmaradványain találtak (zömmel begyógyult) sérüléseket, főleg csonttörések nyomait. Ezek alapján azt gondolhatjuk, hogy életük meglehetősen veszélyes és durva lehetett, amely nagymértékben igénybe vehette szervezetüket. A neandervölgyi férfiak ritkán érhették meg a negyvenes éveiket, a nők pedig a szülések veszélyessége miatt valószínűleg harmincéves koruk előtt haltak meg. Vagyis nagyon kevesen érhették meg, hogy nagyszülők legyenek.
Feltételezhető, hogy sérüléseiket vadászatok során szerezték, és ez arra utal, hogy zsákmányállataikat közelharcban gyűrték le (ez egybevág azzal a feltételezéssel, miszerint a dárdát csak döfésre használták, hajítófegyverként nem). A vadászat közbeni közelharcot megerősíti az is, hogy sérüléseik jellege leginkább a mai rodeóversenyzőkére hasonlít.
A begyógyult sérüléseik arra utalnak, hogy beteg és munkaképtelen társaikat nem hagyták magukra, hanem gondozták és segítették. Ennek különösen jó példája egy iraki lelet, ahol az egyik csontváz egyik karja el volt sorvadva: tehát sérülését legalább hónapokkal élhette túl. Egy franciaországi leletben pedig egy fogatlan koponyát találtak, szintén begyógyult korábbi sérülésekkel.
A gyógyult súlyos sérülések és az aggkort megélő egyedek magasfokú társadalmi gondoskodásról tanúskodnak.

## Hitviláguk
Bizonyos jelekből arra lehet következtetni, hogy a neandervölgyi embereknek valamifajta hitviláguk is lehetett.

### Temetkezés

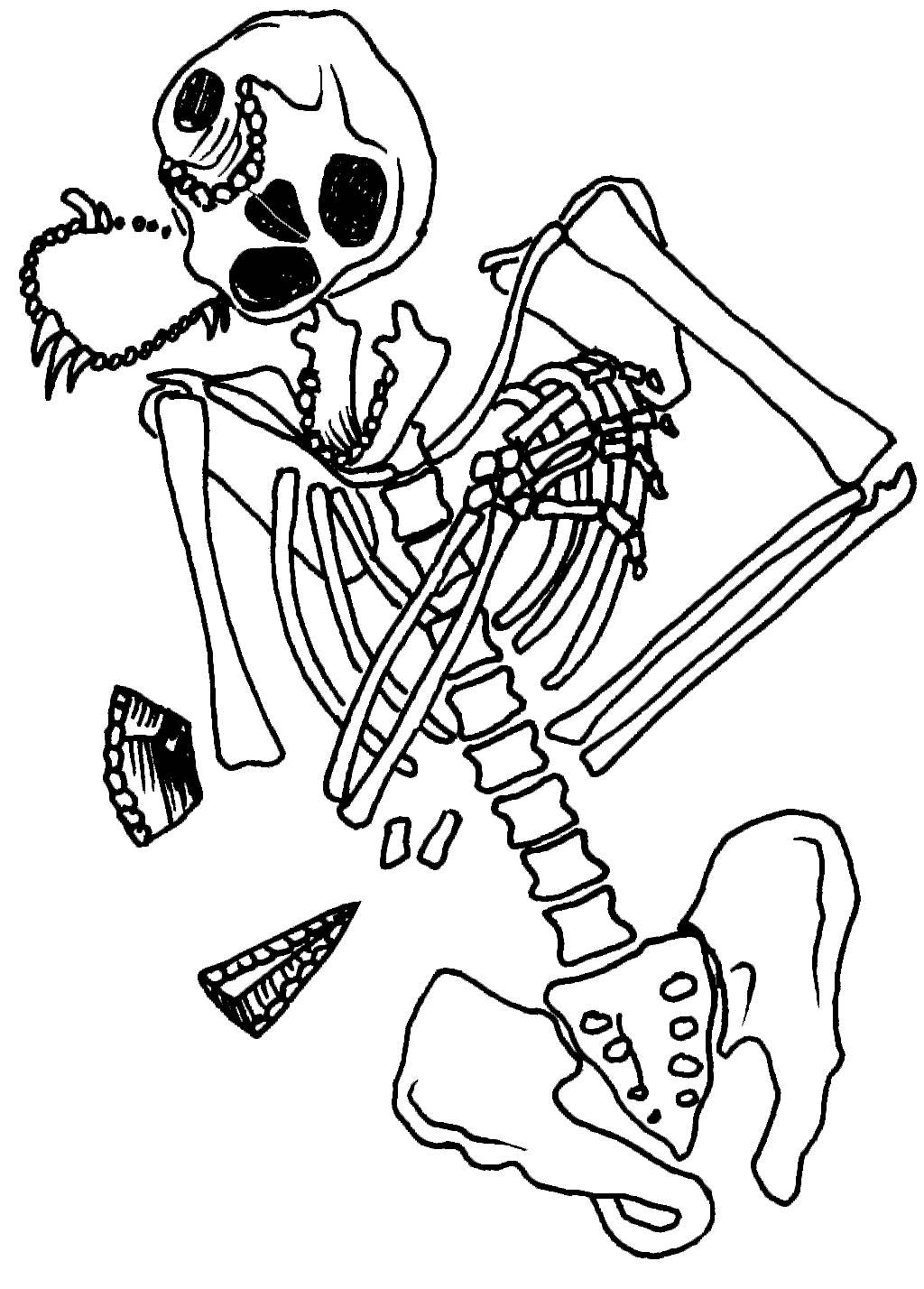
A Kebaránál (Izrael) eltemetett neandervölgyi férfi maradványairól készült rajz. A maradványok kora kb. 60 000 év

Halottaikat általában azokban a barlangokban temették el, ahol laktak. A halottakat általában magzati testhelyzetben fektették sekély sírokba (a cro-magnoni ember hanyatt fekve vagy guggoló helyzetben) és helyenként – a pollenmaradványokból ítélve – virágokkal (Shanidar) vagy vörös okkerrel és állatcsontokkal (Le Moustier) együtt. Mindenesetre sokkal kevesebb ajándéktárgyat tettek melléjük, mint a felső paleolitikum modern embere. Több esetben találtak többes temetést (például La Ferrasie, Amud).

### Kannibalizmus
Kannibalizmusra utaló nyomokat is találtak velük kapcsolatban. A kannibalizmus igen elterjedt az állatvilágban és mintegy 15 főemlős fajnál is előfordul. A kannibalizmust sok esetben nehéz bizonyítani: több esetről is utólag bebizonyosodott, hogy a maradványok sérülései más okokból keletkeztek (például az olaszországi Guattari-barlangnál hiénák okozták).
Egyértelműnek tűnik a kannibalizmus a horvátországi Krapina maradványainál. Azt pedig még nehezebb kimutatni, hogy miért ették meg fajtársaikat: élelemszerzés céljából, mint az állatok, vagy pedig valamilyen rítus részeként, mint az emberek, esetleg élelemszűke esetén. És ha valamilyen rítus részeként, akkor továbbra is kérdéses, hogy a saját csoportjuk vagy más csoportok tagjait ették-e meg.

### Művészet
A neandervölgyi embereknek „képzőművészeti” alkotásai csak nagyon szórványosan maradtak fenn: ez főleg néhány faragott, vésett csontot jelent. Ezek közül kettő úgy tűnik, mintha furulya lenne. Feltehetően a színek iránt sem voltak közömbösek: használtak élénk színű anyagokat (például okker). Mindent összevetve azonban úgy tűnik, hogy a művészi barlangrajzok és szobrocskák a crô-magnoni emberrel jelentek meg a késő paleolitikumban.
João Zilhão, a Lisszaboni Egyetem professzora elmondta, hogy a neandervölgyiek a spanyolországi barlangok alapján képesek voltak szimbólumokat használni és elvontan gondolkodni.

## Beszéd
A legutóbbi időkig sokat vitatkoztak arról, hogy tudtak-e beszélni: egy közel-keleti és spanyolországi lelet nyelvcsontja (os hyoideum) és más anatómiai megfontolások alapján (a gégefő feltételezett helye) azonban úgy tűnik, hogy igen, bár vannak, akik ezt vitatják. Ők azt tartják, hogy a beszéd a modern embernél jelent meg egy mutáció révén, mintegy 50 000 évvel ezelőtt és gyakorlatilag ez tette olyan sikeressé és szerintük ennek köszönhető a felső kőkorszak „ipari forradalma” („nagy kiugrás”).
A floridai Atlantic Egyetem kutatói rekonstruálták a neandervölgyi ember hangképző szerveit és arra jutottak, hogy a magánhangzókat nem tudták különböző hosszúságban ejteni, azaz nem tudtak a modern emberhez hasonlóan a beszédben hangsúlyokat képezni.
Egyes vélemények szerint a beszéd kialakulása szorosan összefügg az agy mintegy kétmillió éve elkezdődött növekedésével és nem egyetlen mutáció eredménye: vagyis kialakulása hosszú fejlődés eredménye. Azzal érvelnek, hogy ha korábban alakul ki a beszéd, akkor képes rá, hogy hatást gyakoroljon az agy és a hangképző szervek evolúciójára, míg ellenkező esetben nem. Szerintük már a Homo erectus, és talán az őse is tudott beszélni valamilyen szinten. Utóbbiak igazát a fosszilis koponyák vizsgálatai is alátámasztják. A beszéd kialakulásának feltételeként általában a gégefő és a lágy szájpad egymáshoz viszonyított helyzetét jelölik meg. A gégefő az embernél és a csimpánznál lényegében ugyanolyan, de az embernél e képletek nem érnek össze, míg a csimpánznál légmentesen összezáródnak. Ez a fajta anatómiai változás gyakorlatilag indokolhatatlan a beszéd fejlődésével, mert a beszéd alapelemei már csak akkor jöhetnek szóba, amikor a változás lényegében lezajlott. Vagyis fordított oksági összefüggés van: előbb elvált egymástól a gégefő és a lágy szájpad, majd ez tette lehetővé a tagolt beszéd kialakulását. Ha azonban az oksági viszony ilyen, akkor ezt a módosulást erős evolúciós érvekkel kell magyarázni, mivel egyébként életveszélyes: az ember az egyetlen élőlény a földön, amely ennek következtében nyelés közben képes megfulladni.
Mindenesetre, ha csak a crô-magnoni ember rendelkezett a beszéd képességével, akkor az már önmagában óriási előnyt jelentett számára: hiszen csak a beszéd révén lehetséges – többek között – sok ember bonyolult és összetett cselekvésének összehangolása, és ezáltal sikeres véghezvitele, valamint a hatékonyabb tapasztalatcsere.
Ha végül párhuzamot vonunk a két emberfaj tárgyi kultúrája között (használati tárgyak, képzőművészeti alkotások), akkor azt látjuk, hogy a neandervölgyi embereké sokkal szegényesebb, mint a modern emberé. Feltételezhető, hogy ezek gazdagsága arányban állhat a szellemi képességek, gondolkodás fejlettségével. (Ez azonban nem mindig áll: az egykori tasmánok és az őket felfedező európai hajósok is ugyanahhoz a fajhoz tartoztak, az előbbiek mégis rendkívül kevés eszközt használtak az utóbbiakhoz képest.) Ha pedig feltesszük, hogy a beszéd az intellektuális képességek tükre (mint például a kisgyerekek esetében), akkor ebből arra következtethetünk, hogy a neandervölgyi emberek rendelkezhettek a beszéd képességével valamilyen szinten.

## Kapcsolatuk a modern emberrel
Bizonyított, hogy a neandervölgyi és a mai emberek (Homo sapiens) évezredeken keresztül egymás mellett éltek: először a Közel-Keleten néhány tízezer évig, majd Európában néhány ezer évig. Az együttélés során a két faj keveredett. Az egymás mellett élést úgy kell elképzelni, mint két, közel azonos fejlettségű kultúra egymás mellett élését. Tény azonban, hogy a mai ember elterjedésével a neandervölgyiek fokozatosan visszaszorultak, mégpedig keletről nyugat felé: a legutolsó neandervölgyiek az Ibériai-félszigeten maradtak fenn mint önálló populáció.
Hogy ez mennyire volt békés vagy erőszakos kiszorítás, arról nagyon megoszlanak a vélemények, különösen a châtelperroni ipar eszközeit vizsgálva. Ha az eszközökön található újítások valóban a modern emberrel hozhatók kapcsolatba, akkor a két fajnak valamilyen módon egészen közeli kapcsolatba kellett kerülnie egymással.
A neandervölgyi emberek eltűnését a fentiek ismeretében számos elmélettel próbálják magyarázni. Ezen elméleteknek talán a genetikai kutatások vethetnek véget, amelyek első eredményei szerint a mai ember (Homo sapiens) több más korai emberfélét olvasztott be, többek közt a neandervölgyieket is. A neandervölgyiek genomjának közel 30%-a fennmaradt a mai emberekben. Az afrikai népességen kívül valamennyi embertípusban megtalálhatók, így ez független megerősítése annak a korábban is feltett modellnek, hogy az Afrikából kiáramló Homo sapiens sapiens a Közel-Kelet és Európa vidékein keveredett a Homo sapiens neanderthalensisszel, majd innen terjedt tovább a világ minden tájára. Az európai populációban a bőr és a szőrzet kialakításáért felelős génszakaszok nagy része származik a neandervölgyiektől. Ez azt jelenti, hogy az egyenes haj, a testszőrzet újbóli megjelenése, és a fehér bőrszín – amelyet korábban egyetlen makromutáció következményének gondoltak – a neandervölgyiek öröksége. Csakúgy, mint a zsírpárnák képződésére hajlamosító gének is, amely a hideghez alkalmazkodás következménye.
A genetikai kutatások ma már egyre több bizonyítékot szolgáltatnak arra, hogy a mai emberek több hullámban is keveredtek a neandervölgyiekkel, valamint a genetikailag szintén elkülönülő, valószínűleg a neandervölgyiekhez hasonlóan alfaji szinten differenciálódó gyenyiszovai emberrel.

### Erőszakos kiszorítás
Egy elképzelés szerint a mai emberi viselkedés csak jóval a modern anatómiai jellegek megjelenése után alakult ki (80-50 000 évvel ezelőtt – „nagy kiugrás”). Ian Tattersall, Milford Wolpoff, Jared Diamond és mások (az emberi természet és történelem negatív vonásainak ismeretében) úgy vélik, hogy a beszéd képességével és sokkal fejlettebb vadászfegyverekkel rendelkező, sokkal kreatívabb, szaporább és szervezettebb crô-magnoni emberek (Wolpoff szavaival: „a gyilkos afrikaiak”) inkább erőszakkal űzhették el élőhelyeikről, szállás- és vadászterületeikről a neandervölgyi embereket, esetleg a férfiakat legyilkolva, a nőket pedig elrabolva.
Ennek az elképzelésnek ellentmond, hogy még nem bukkantak kőkorszaki népirtások nyomaira a régészek (viszont az akkori alacsony népsűrűség mellett nem lehetett könnyű egyszerre sok neandervölgyit megölni).
Ha a neandervölgyiek képességeit kisebbnek feltételezzük, akkor a két faj közötti technikai és szervezettségi különbségek lehettek akkorák, amelyek eredményeképpen hasonló folyamat játszódhatott le a neandervölgyi és crô-magnoni emberek között, mint az a történelem során már többször megtörtént egy fejlett és kevéssé fejlett kultúra között, mint például a lőfegyverekkel és acélból készült eszközökkel rendelkező fehér ember és az amerikai indiánok vagy más bennszülött népek között. Az Észak-Irakban, a Zagrosz-hegység egyik barlangjában talált Shanidar 3 nevű csontvázon olyan sérülést találtak, amit a későbbi elemzés szerint nagy valószínűséggel a csak a Homo sapiens használta hajítódárda okozott.

### Békés(ebb), fokozatos kiszorítás
Ha a neandervölgyi emberek képességei jobbak voltak, vagyis feltételezzük azt, hogy ismerték a hajítódárdát és rendelkeztek a beszéd képességével, akkor nehéz elképzelni, hogy a hozzájuk képest valamilyen kismértékű előnnyel rendelkező modern ember hogyan volt képes őket viszonylag rövid idő – néhány ezer év – alatt a kihalásba taszítani. Főleg úgy, hogy előtte (egyes feltételezések szerint) több tízezer éven keresztül együtt éltek (a Közel-Keleten), ill. ha forrásértékűnek tekintjük a châtelperron-i ipart.
A modern ember legfőbb előnye talán a korszerűbb vadászfegyverekkel és hatékonyabb együttműködésben folytatott eredményesebb vadászat lehetett. Mindezek a crô-magnoni embernél alacsonyabb halálozási és magasabb születési rátát, továbbá több mint 10 évvel hosszabb életet eredményezhetett. A hosszabb élet pedig azt is jelenti, hogy az idősebb korúak tapasztalataikkal több generációt képesek segíteni.
Ezra Zubrow amerikai antropológus megpróbálta a helyzetet számítógép segítségével matematikai úton modellezni, és azt tapasztalta, hogy már 2% különbség a születési és szaporodási rátában elég ahhoz, hogy a kevésbé fejlett populáció ezer év alatt kipusztuljon, és Zubrow szerint a paraméterek viszonylag széles tartományban való változtatása is a neandervölgyiek kihalásához vezetett.
Néhány kutató (például Chris Stringer és Clive Gamble) szerint a neandervölgyiek kihalásában inkább a fenti okok játszottak főszerepet, mint az erőszak, habár nem zárják ki, hogy esetenként az is előfordulhatott.

### Együttélés

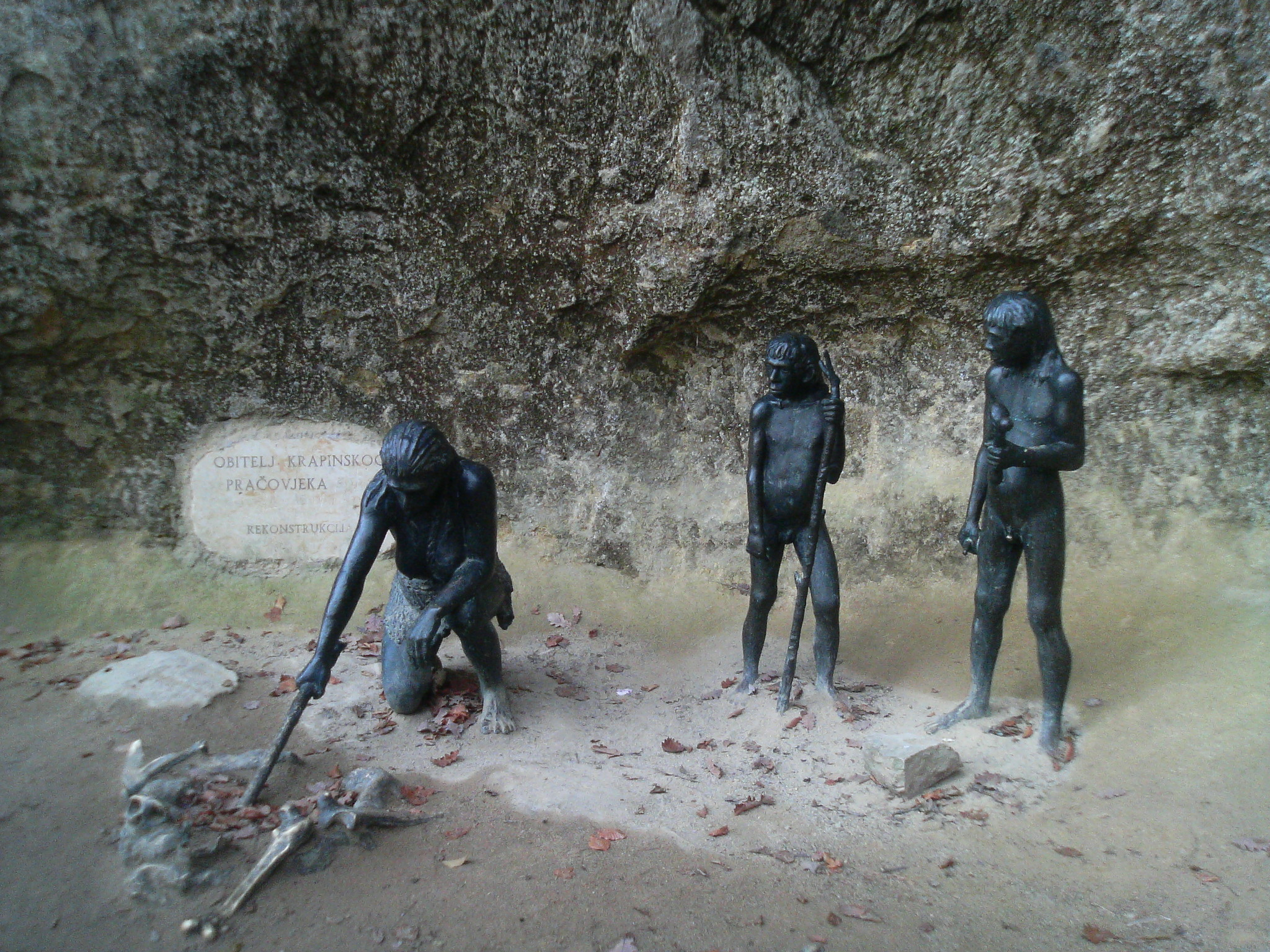
30-40 000 éves Neander-völgyi család szobor-rekonstrukciója, Krapina, Horvátország

A legidősebb, modern embertől származó maradványok a Közel-Keleten 80-120 000 évesek, míg ugyanott a neandervölgyi emberek legfiatalabb maradványai kb. 50 000 évesek. Vannak, akik szerint a két faj több tízezeréves közel-keleti együttélése csak látszólagos: elképzelhető, hogy különböző időszakokban, egymást felváltva népesítették be a Közel-Keletet. Vagyis a modern emberek a Riss–Würm-interglaciális alatt eljutottak a Közel-Keletre, ám amikor hidegebbre fordult az idő (a Würm-jégkorszak beköszöntével, mintegy 70 000 évvel ezelőtt), akkor délebbre húzódtak és életterüket elfoglalták északról a hűvösebb éghajlathoz (biológiailag) jobban alkalmazkodott neandervölgyi emberek. Amikor viszont engedett a jégkorszak, vagy pedig a modern ember már megtanult (kulturálisan) alkalmazkodni a hűvösebb éghajlathoz (a nagy kiugrás után), akkor ennek a fordítottja játszódhatott le.
A H. sapiens sapiens és a H. sapiens neanderthalensis együttélésére dél-franciaországi leletek is utalnak, amelyek szerint a neandervölgyiek az eltűnésük előtti időkben sok mindent hasznosítottak a modern emberek tárgyaiból és szokásaiból. Barlangfestmény, sípok, bonyolult eszközök jelentek meg, amelyek azt bizonyítják, hogy ha nem is játszottak volna szerepet a modern ember kialakulásában, értelmileg képesek voltak átvenni annak egykorú technológiáit. A neandervölgyiek a legújabb kutatások szerint egyáltalán nem voltak a versenyhelyzetekben a „modern emberrel” szemben alárendeltek. A Kárpátok egyik barlangjában is felfedeztek a 2000-es években egy olyan emberi csontvázat, amely a „modern” embertípushoz tartozott, azonban határozott neandervölgyi jellegzetességekkel is bírt, mint a megnyúlt nyakszirt, nagy méretű fogak, köztes szemöldökeresz és prognathia.

### Járványok
Egyesek szerint a neandervölgyiek kihalásához hozzájárulhattak a modern ember által terjesztett fertőző betegségek, hasonlóan ahhoz, ami Amerika felfedezését követően történt. Ennek a hipotézisnek némileg ellentmondani látszik, hogy a számos fontos fertőző betegség (korántsem mindegyik, de pl. a gümőkór és a kanyaró) a letelepedett életmód során alakult ki, és valamely háziállattól ered.

### Éghajlatváltozás
Leslie Aiello angol antropológus szerint a neandervölgyiek kihalásához hozzájárult, hogy mintegy 30 000 évvel ezelőtt kezdődött a legutóbbi jégkorszak leghidegebb szakasza. A nagy hidegben való túléléshez a neandervölgyi embereknek a modern emberrel ellentétben nem volt meg a megfelelő technikájuk, akik talán hatékonyabban használták a tüzet a melegedéshez, például felforrósított kövekkel. Így a neandervölgyi emberek Európa viszonylag enyhébb klímájú területeire szorultak, ezzel viszont populációik elszigetelődtek egymástól. A hipotézis logikusnak tűnik, ám nem magyarázza meg az összes neandervölgyi eltűnését, többek között azt, hogy a Közel-Kelet viszonylag enyhe klímája mellett miért tűntek el onnan is.

### Asszimiláció

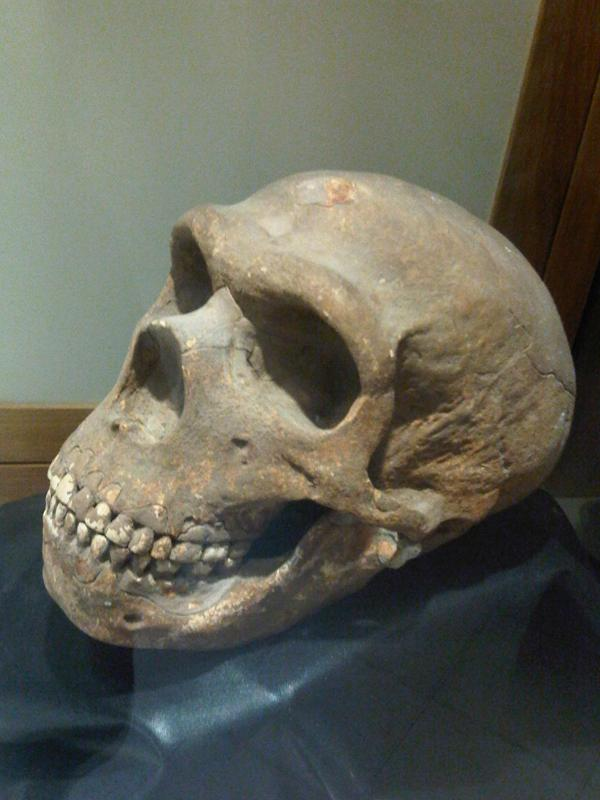
Neandervölgyi ember koponya egy máltai múzeumban

1999-ben Portugáliában egy hibrid vonásokat mutató 3-4 éves neandervölgyi gyermek maradványait találták meg, amelynek korát 24 500 évesre datálták. Egyes kutatók ezen maradványok alapján feltételezik, hogy a neandervölgyi és a mai embereknek közös utódai lehettek, sőt, esetleg idővel a modern ember asszimilálta őket. Mitokondriális DNS-vizsgálatok azonban ezt az utóbbi feltevést akkor nem erősítették meg: az (európai) ember DNS-ében nem találtak neandervölgyiektől származó szekvenciákat, habár feltételezték, hogy egyes esetekben történhetett hibridizáció. A legújabb vizsgálatok azonban jelentős génazonosságokat tártak fel a mai emberek és a neandervölgyiek között.
Mivel a két fajt időben „csak” mintegy 660 000 év választotta el egymástól, a genomjaik közötti különbség pedig csupán 0,5%, nem zárták ki a tudósok hogy a két faj összekeveredett, ám a hiteles bizonyítékokra, amelyek ezt megerősítették, egészen 2010 májusáig várni kellett. A két faj keveredését nem gátolták kulturális különbségek. E kulturális különbségek fokozatos feloldódására és csökkenésére azonban ma már bizonyíték van.
Egy 38 000 éves csontot felhasználva a lipcsei Max Planck Evolúciós Antropológiai Intézet kutatóinak (projektvezetők: Richard Green és Svente Paabo) 2008 nyarán sikerült elkészíteniük a neandervölgyi ember mitokondriális DNS-ének térképét. A Cell szaklapban közölt cikk szerint a neandervölgyiek és a Homo sapiens-elődök 660 000 évvel ezelőtt váltak külön egy közös őstől. A kutatók ezt arra a kezdeti kutatásra alapozzák, ami megállapította, hogy az ember és a csimpánz vonal 6-8 millió évvel ezelőtt vált szét egymástól.
2010-ben három, 38-44 000 éves horvátországi csontból sikerült rekonstruálniuk a teljes neandervölgyi genom mintegy kétharmadát, ez alapján a modern emberek nagy részében meglepően magas, 1-4%-os a neandervölgyi eredetű gének aránya (az egyes emberek különböző neandervölgyi géneket hordoznak, összességében a neandervölgyiek genomjának mintegy 30%-a megtalálható a mai emberben), ami a két populáció keveredésére utal. A Szaharától délre élő, ősi emberpopulációkból (koiszanok, jorubák) ezek a nyomok hiányoznak, azaz a keveredés Afrika elhagyása után, talán a Közel-Keleten következett be, jelenlegi ismereteink szerint 50-100 000 éve (illetve szekventált genomok erre utalnak, nem kizárva a későbbi, további keveredést). A neandervölgyinek titulált gének nem feltétlenül jelentik a modern és a neandervölgyi ember keveredését: elképzelhető, hogy a modern ember egy azóta kihalt populációja hordozta ezeket az ősi géneket (a neandervölgyiekkel való keveredés nélkül). Azonban a problémának nem ez a legvalószínűbb megoldása, hiszen ez azt jelentené, hogy a heidelbergi embertől örökölt génkészlet azonos módon változott a neandervölgyieknél és a modern ember egyes populációiban. A modern ember viszont annyira egységes, hogy elkülönült populációkra nem nagyon lehet számítani.
Az asszimiláció elméletét látszik erősíteni a régészet által ismert paleoeuropid embercsoport léte. Ez a rassz hosszú fejű és erős szemöldökcsontú modern ember volt, elterjedésére nézve Kelet-Európa, Közép-Európa és Észak-Európa lakója. Maradványaik még 5000 évvel ezelőtti sírokban is gyakoriak, végül a rövidfejű, a Kaukázus térségéből érkező, valószínűleg a Közel-Keletről származó típusok szorították ki, illetve olvasztották be. A paleoeuropid típusra utaló anatómiai jegyek még ma is előfordulnak. Ezek a típusjegyek legegyszerűbben a neandervölgyiek európai asszimilálódásával magyarázhatók.
Ugyanakkor a modern ember közvetlen ősének tartott Broken Hill-i H. sapiens még mindig sokkal primitívebb típusjeleket mutat, mint a neandervölgyiek egyik késői képviselője, a La Ferrassie-i ember. A portugáliai La Velho mellett 1998-ban talált 25 000 éves gyermekkoponya egyes jellemzőiben hibridvonásokat mutat, de nem lehet tudni, hogy ez az atavizmus betegség, vagy valódi keveredés eredménye-e, és hogy termékeny lett volna-e a gyermek, ha megéri a felnőttkort.

### Magyarul
- A muzikális neandervölgyi
- Először vizsgálják egy másik emberi faj génjeit
- Neander-völgyiek és modern emberek csontjai egymás mellett
- A Neander-völgyiek nem keveredtek őseinkkel
- Erőszak Neander-völgyben
- Találkozás a Neander-völgyiekkel
- Két kézzel ölt a Neander-völgyi ember
- Okos Neander-völgyiek
- Mégis együtt élhettünk a Neander-völgyiekkel
- Az ember unokatestvére
- Mégsem közeli rokonunk a neandervölgyi ember?
- Mennyire volt modern a neandervölgyi ember?
- A BARLANG ÉS AZ EMBER
- Kordos László: Környezeti változások és az emberré válás: a múlt és a jövő madártávlatból Archiválva 2007. február 15-i dátummal a Wayback Machine-ben
- Neander-völgy: hideg és kihalás[halott link]
- Hallgassa meg egy Neander-völgyi hangját!
- Százezer éve szállt tengerre a neandervölgyi

### Angolul
- Homo neanderthalensis Archiválva 2018. december 26-i dátummal a Wayback Machine-ben
- Homo neanderthalensis Archiválva 2007. szeptember 11-i dátummal a Wayback Machine-ben
- Homo neanderthalensis
- Neandertals Archiválva 2018. december 26-i dátummal a Wayback Machine-ben
- Neandertal
- Neandertals: A Cyber Perspective
- Neanderthal
- Ice people – 200,000 years ago
- Neanderthal
- Diversity and Human Evolution Archiválva 2006. július 11-i dátummal a Wayback Machine-ben
- Homo neanderthalensis[halott link]
- Introduction to Biological Anthropology Labs: Hominid Pictures
- DNA Shows Neandertals Were Not Our Ancestors Archiválva 2005. október 25-i dátummal a Wayback Machine-ben
- Neanderthals on Trial
- Neanderthal
- How Much Like Us Were the Neandertals?